# Christoph Schwarz (Volleyballspieler)
Christoph Schwarz (* 8. September 1986 in Schwerin) ist ein deutscher Volleyball- und Beachvolleyballspieler.

## Karriere
Christoph Schwarz ist der Sohn der ehemaligen DDR-Nationalspieler Detlef und Martina Schwarz. Er wuchs nach der Wende in Norderstedt auf und kam mit dreizehn Jahren ins Volleyball-Internat nach Schwerin. Ab 2005 spielte er beim Zweitligisten SV Warnemünde. 2007 verpflichtete der Bundesligist Hamburg Cowboys den Zuspieler. Ein Jahr später wechselte Christoph Schwarz zum Ligakonkurrenten SCC Berlin, mit dem er 2010 den dritten Platz im europäischen Challenge Cup belegte und 2011 Deutscher Vizemeister wurde. Danach spielte er beim Lokalrivalen Netzhoppers KW-Bestensee.
Christoph Schwarz ist auch als Beachvolleyballer auf nationalen Turnieren für den Hamburger SV aktiv. Mit Konstantin Wulff belegte er 2013 Platz 13 bei den deutschen Meisterschaften in Timmendorfer Strand.